# المدرسة الخاتونية
تقع المدرسة في منطقة الحدادين، حي صف البلاط - طرابلس، بناها الأمير عز الدين أيدمر الأشرفي، نائب السلطنة في طرابلس، بمساعدة زوجته أرغون في العام 775 هـ. عرفت بالمدرسة الخاتونية نسبة إلى لقب الزوجة في عصر المماليك «خاتون». أوصت أرغون بدفنها في تربة المدرسة بعد وفاتها، غير أنه من المرجح أنها توفيت في مصر.